# 虯髯客傳

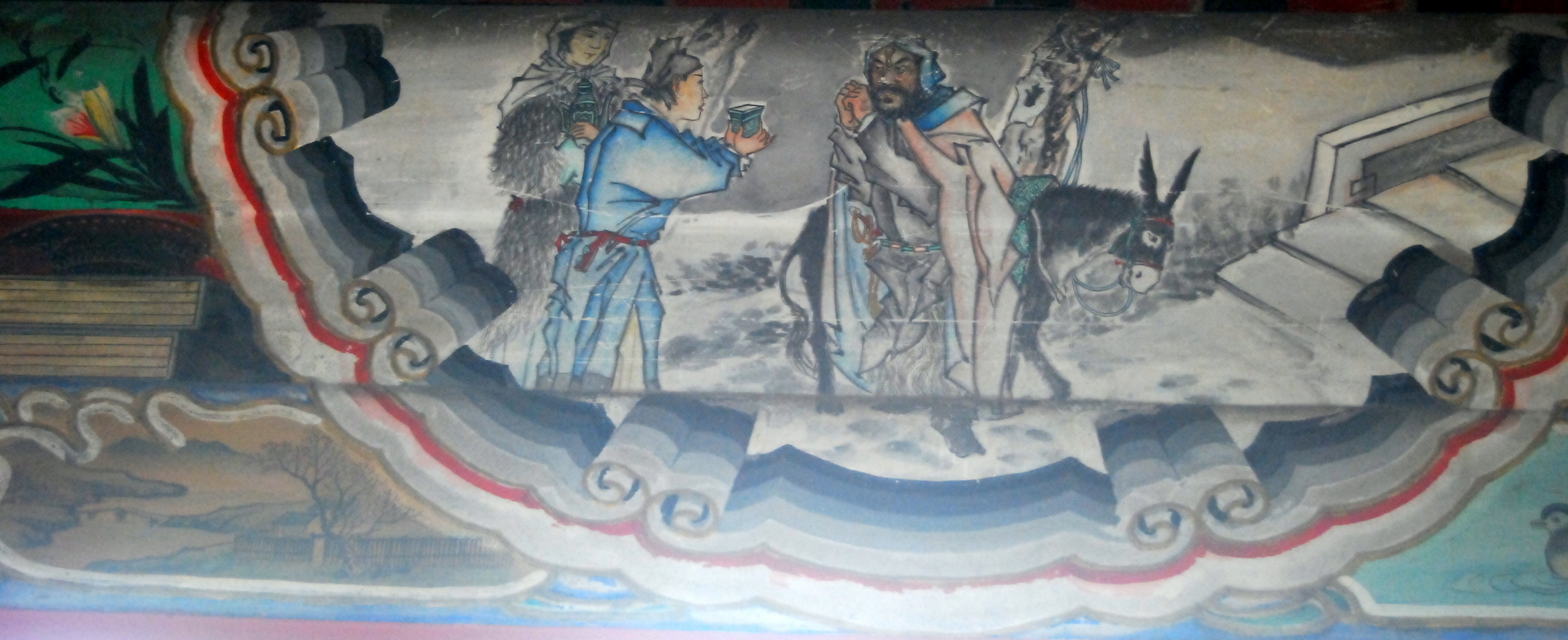
颐和园长廊中的彩绘——风尘三侠

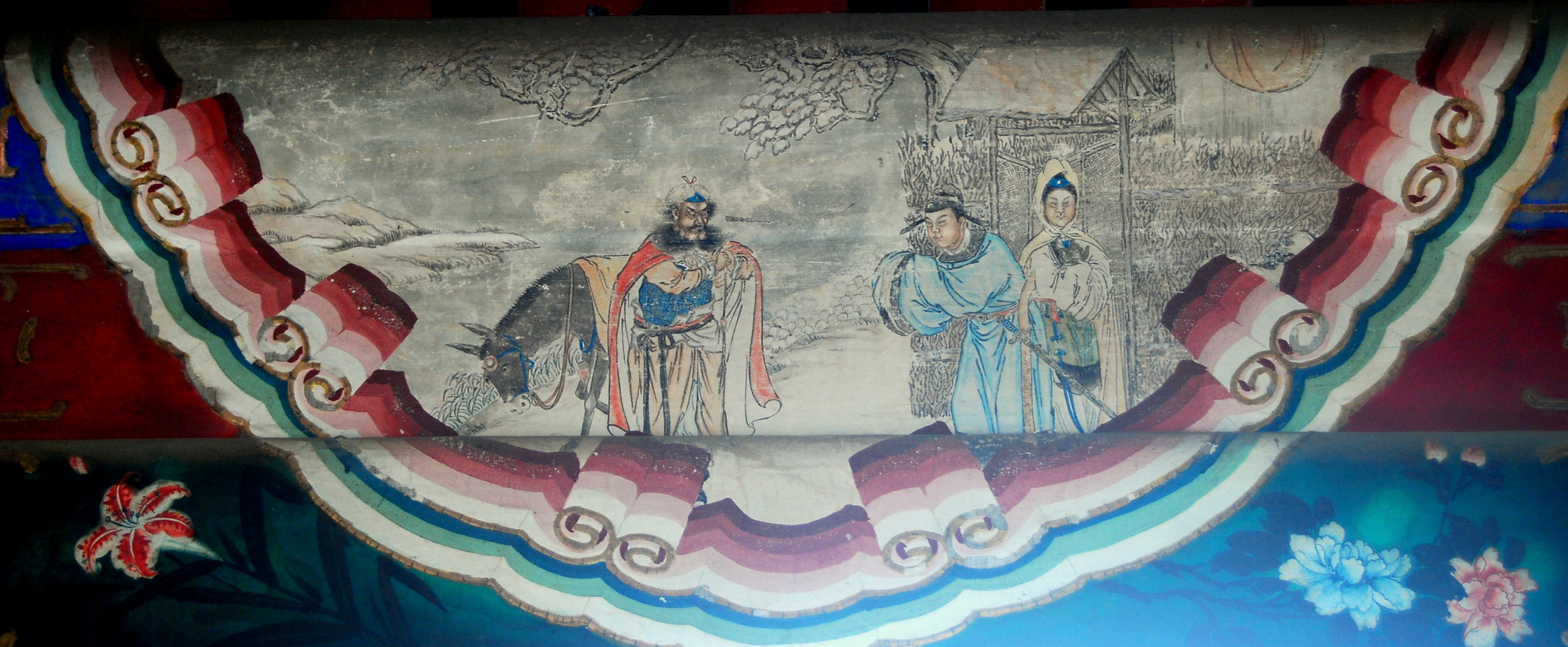
颐和园长廊彩绘：风尘三侠

《虬髯客傳》，是一篇豪俠類唐人傳奇，传唐末五代道士杜光庭所著，收錄在宋人李昉所編《太平廣記》中。故事以隋末天下群雄爭霸為背景，牽引出三個名傳後世的英雄人物——李靖、紅拂女與虬髯客之間的俠義故事，後人合稱為「風塵三俠」。

## 故事簡介
隋朝末年，群雄競起，天下大亂，隋煬帝到江南江都遊玩，司空楊素留守長安，權甲京師，奢侈糜爛。一日，布衣書生李靖獻上妙計，求見，但楊素居然叫一群歌女抬著他出來，十分倨傲無禮。李靖生氣地直言勸諫，楊素因而向李靖賠不是。楊素府中有一歌女張氏，手持紅色拂塵（紅拂女），被李靖的智謀與直言感動，在李靖離去後，向執事小官問得李靖投宿的旅館，當夜即投奔李靖，兩人私奔，共結連理，同歸太原。
李靖攜紅拂女走到靈石縣投宿旅館，一個滿臉虬髯（蜷曲鬍子）之人窺看紅拂女梳頭，李靖憤怒不已，紅拂女識出虬髯客的不凡，安撫了李靖，當機立斷與虬髯客結義為兄妹，並且引李靖與虬髯客相識。李靖、虬髯客相見甚歡，虯髯客說自己殺了一個結怨十年的仇家，拿出仇家的首級與心肝，並邀請李靖共食下酒，李靖也一同享用「下酒菜」。三人分別時，虬髯客與李靖探問是否聽過太原的奇人異事，原來虯髯客有道教背景，透過望氣者認為太原可能會出一位「真命天子」，李靖認為可能就是太原守將李淵之子李世民，於是虬髯客與李靖約定於太原相見。
抵達太原後，李靖透過朋友劉文靜，找到了李世民，李世民儀表堂堂，有天子之相，虬髯客見之心死。虬髯客給了李靖銅錢十萬文，讓李靖安頓好紅拂女之後，再過來找他。原來是虬髯客為求慎重，又請了自己的一位前輩道士來研究李世民的面相，前輩斷定世民為「真命天子」，並假裝圍棋失「局」，其實是雙關虬髯客失去了「天下大局」。虬髯客只好放棄逐鹿中原的意圖，再次約李靖擇日相見，李靖夫妻至虬髯客宅第之後，才發現虬髯客妻子甚美，僕從甚多，家財萬貫。虬髯客將全數家產贈與李靖以助李世民爭天下，自己則攜妻子與一僕離開，說要到東南方的外國爭王奪位。
貞觀十年，李世民已君臨天下十載了，李靖官至尚書左僕射兼任同平章事。一日，傳出一名海盜率領十萬水手攻陷東南方的扶餘國而自立為王，李靖知是虬髯客完成大志，與妻子張氏灑酒朝東南方遙賀。

## 影響
被視為中國武俠小說的楷模，也成為許多後世戲曲的題材，包括張鳳翼《紅拂記》、張太和《紅拂記》、淩濛初《虬髯翁》等等。
《虬髯客傳》一直被後人尊為武俠小說的典範，故事塑造的人物如紅拂女、虬髯客都是耳熟能詳的人物，金庸尊其為「武俠小說的鼻祖」，後世也有許多深受《虬髯客傳》影響的作品，影響力可見一斑。
1987年，香港電視廣播有限公司拍攝的大型古裝電視劇《大運河》（英語：The Grand Canal）。題材即取自此傳。